# West Paris (Maine)
West Paris es un pueblo ubicado en el condado de Oxford en el estado estadounidense de Maine. En el Censo de 2010 tenía una población de 1.812 habitantes y una densidad poblacional de 28,67 personas por km².

## Geografía
West Paris se encuentra ubicado en las coordenadas 44°19′9″N 70°31′22″O / 44.31917, -70.52278. Según la Oficina del Censo de los Estados Unidos, West Paris tiene una superficie total de 63.2 km², de la cual 62.78 km² corresponden a tierra firme y (0.65%) 0.41 km² es agua.

## Demografía
Según el censo de 2010, había 1.812 personas residiendo en West Paris. La densidad de población era de 28,67 hab./km². De los 1.812 habitantes, West Paris estaba compuesto por el 97.41% blancos, el 0.22% eran afroamericanos, el 0.61% eran amerindios, el 0.17% eran asiáticos, el 0% eran isleños del Pacífico, el 0.44% eran de otras razas y el 1.16% pertenecían a dos o más razas. Del total de la población el 1.82% eran hispanos o latinos de cualquier raza.